# Чемпіонат України із шахів 2024 (жінки)
83-й чемпіонат України із шахів серед жінок, що проходив з 14 по 23 грудня 2024 року у Львові в приміщенні готелю «Premier Hotel Dnister» (вул. Матейка, 6).
Окрім чемпіонату України з «класичних шахів», також були проведені чемпіонати України із «швидких» та «блискавичних» шахів, що відбулися 22 та 23 грудня відповідно.

## Загальна інформація
Участь у турнірі взяли 33 шахістки, у тому числі троє жіночих гросмейстерок (Анастасія Рахмангулова, Мирослава Грабінська та Євгенія Долуханова).
Серед учасниць чемпіонки України попередніх років — Євгенія Долуханова (2009), Анастасія Рахмангулова (2015) та Маріца Цирульник (2023).
За відсутності ряду провідних шахісток України, список учасників очолили 7-й номер рейтингу України Анастасія Рахмангулова та 12-й номер Євгенія Долуханова.
З перших турів лідерство захопила 14-річна вихованка львівської шахової школи КЗ ДЮСШ «Дебют» Анастасія Гнатишин, яка здобувши сім перемог поспіль за два тури до закінчення турніру випереджала найближчих суперниць на 1½ очка. Втім, поступившись в останніх двох турах Анастасія у посіла лише 3-тє місце. У підсумку троє шахісток набрали по 7 очок, а за додатковими показниками чемпіонкою України стала ще одна юна учасниця 14-річна представниця Києва Євгенія Торопцева. Срібна нагорода дісталася досвідченій Анастасії Рахмангуловій.
До речі, Євгенія Торопцева стала чемпіонкою України у віці 14 років 10 місяців та 22 днів. За історію проведення першостей України лише Анна Музичук стала чемпіонкою України (2003) у більш юному віці — 13 років 8 місяців та 11 днів.

## Регламент турніру

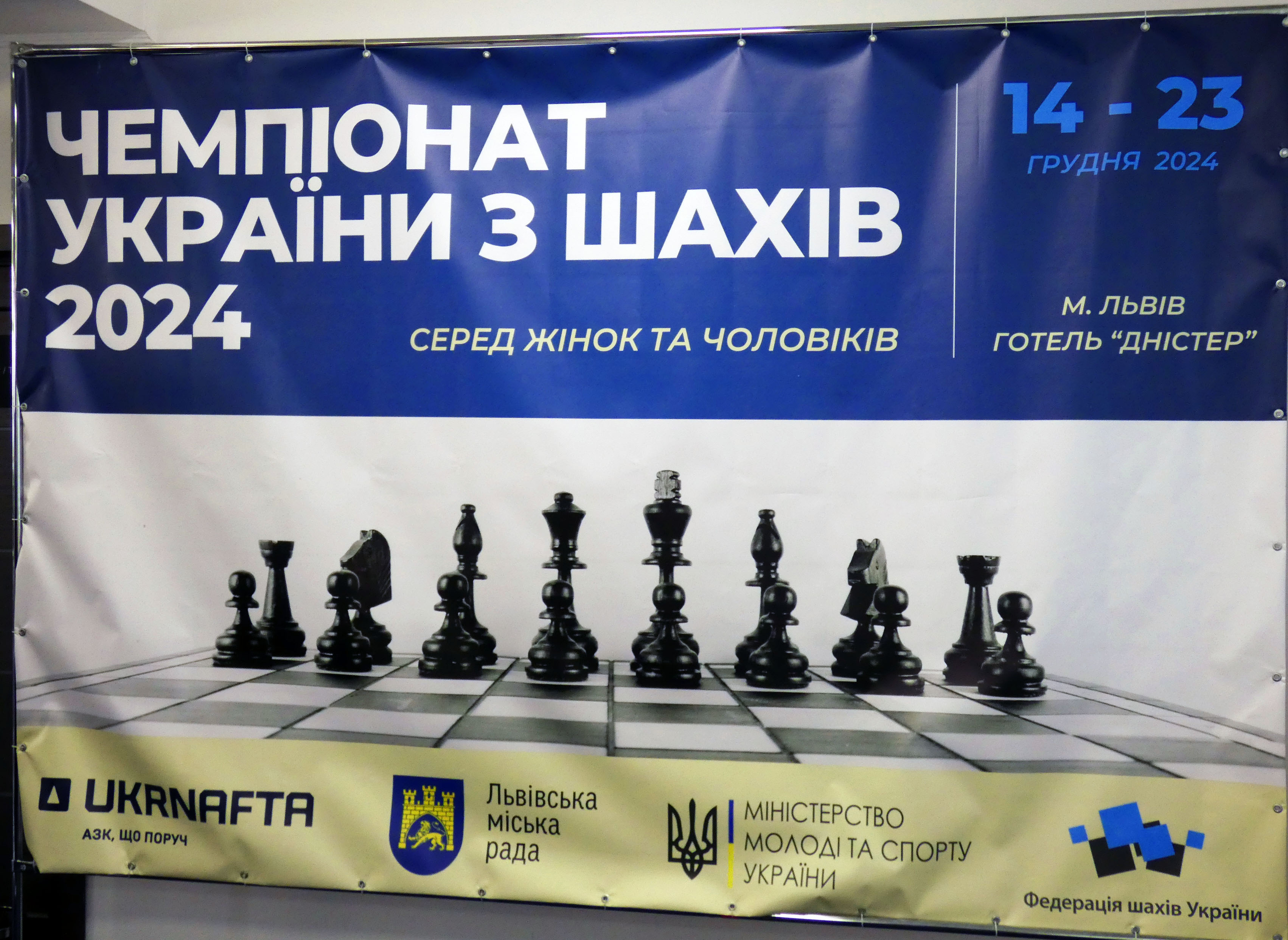
Постер чемпіонату

Головний суддя турніру — Олег Товчига (міжнародний арбітр, Київ)

Турнірний директор, міжнародний майстер — Володимир Грабінський.
Змагання проводилися за швейцарською системою у 9 турів.

### Розклад змагань
| - реєстрація учасників турніру — 14 грудня (субота), 10:00 - церемонія відкриття турніру — 14 грудня (субота), 14:30 - 1 тур — 14 грудня (субота), 15:00 - 2 тур — 15 грудня (неділя), 15:00 - 3 тур — 16 грудня (понеділок), 15:00 - 4 тур — 17 грудня (вівторок), 15:00 | - 5 тур — 18 грудня (середа), 15:00 - 6 тур — 19 грудня (четвер), 15:00 - 7 тур — 20 грудня (п'ятниця), 15:00 - 8 тур — 21 грудня (субота), 15:00 - 9 тур — 22 грудня (неділя), 10:00 - церемонія закриття турніру — 22 грудня (неділя), 16:00 |

### Контроль часу
- 90 хвилин до закінчення партії кожному учаснику з додаванням 30 секунд за кожен зроблений хід, починаючи з першого. Дозволений час запізнення — 90 хвилин з початку туру.

### Критерії розподілу місць
Місця учасників визначаються за найбільшою сумою набраних очок.
У разі рівності кількості очок у двох та більше учасників, місця у змаганні визначаються за такими додатковими показниками (у поряду пріоритету):
- 1. За найкращим результатом у групі з однаковою кількістю очок, за умови, що всі учасники розподілу місць грали між собою (тільки для визначення призерів);
- 2. Скорочений коефіцієнт Бухгольця 1 (без одного найгіршого результату);
- 3. Коефіцієнт Бухгольця 2 (враховуються всі результати);
- 4. Скорочений коефіцієнт Бухгольця 3 (без двох найгірших результатів);
- 5. За кількістю перемог;
- 6. За результатами додаткових матчів (турнірів) з чотирьох партій з контролем часу 5 хвилини до закінчення партії кожному учаснику з додаванням 3 секунд за кожний зроблений хід, починаючи з першого (тільки визначення переможця та призерів, за рахунку 2-2 — до першої перемоги).

### Нагородження переможців та призерів
Перша та друга призерки чемпіонату України отримали право виступати у чемпіонаті Європи 2025 року. У разі, коли чемпіонка не скористається правом вибору участі в одному зі змагань, це право надається другій призерці. Якщо перша та друга призерки своєчасно не дали згоди виступати на чемпіонатах світу та Європи, їх замінюють відповідно ті, хто посів наступні місця.
Шахістки, які посіли 1, 2, 3 місця у чемпіонаті України, нагороджуються дипломами Федерації та медалями Мінмолодьспорту відповідних ступенів.

## Турнірна таблиця

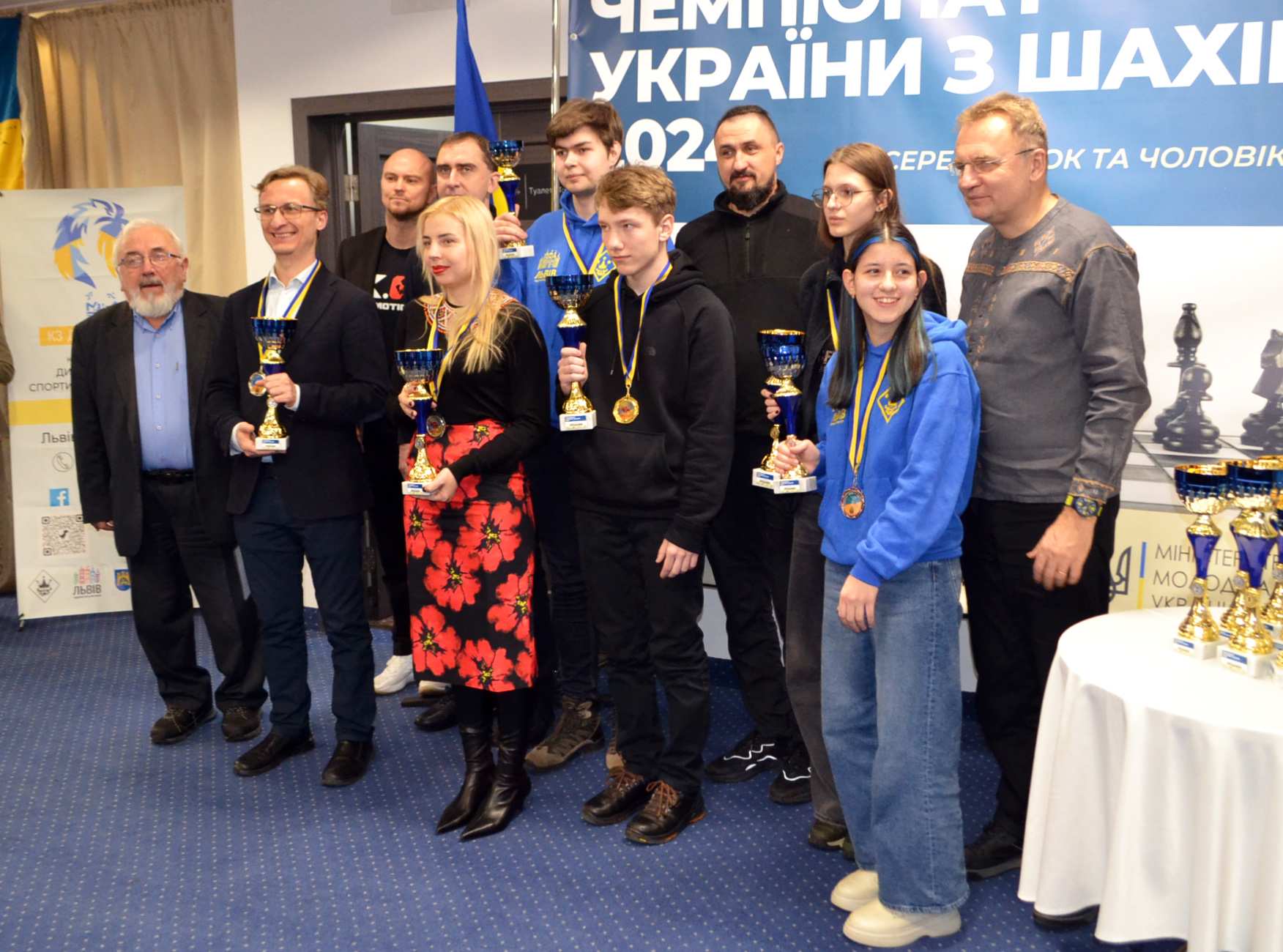
Призери чемпіонату України

| Місце | Учасник                | Область          | Вік | Рейтинг |  | + | − | = | Очки | Дод1 | Дод2 | Дод3 | Дод4 | Рейтинг +/- |
| ----- | ---------------------- | ---------------- | --- | ------- |  | - | - | - | ---- | ---- | ---- | ---- | ---- | ----------- |
| 1     | Євгенія Торопцева      | Київ             | 14  | 1997    |  | 6 | 1 | 2 | 7    | 1,5  | 49   |      |      | +119,2      |
| 2     | Анастасія Рахмангулова | Київ             | 29  | 2330    |  | 6 | 1 | 2 | 7    | 1,5  | 46   |      |      | -11,2       |
| 3     | Анастасія Гнатишин     | Львів            | 14  | 2127    |  | 7 | 2 | 0 | 7    | 0    |      |      |      | +70,4       |
| 4     | Євгенія Долуханова     | Харків           | 40  | 2265    |  | 4 | 0 | 5 | 6½   |      | 45   |      |      | -3,6        |
| 5     | Людмила Іваницька      | Івано-Франківськ | 17  | 1930    |  | 6 | 2 | 1 | 6½   |      | 43   |      |      | +62         |
| 6     | Марія Зубова           | Київ             | 42  | 2129    |  | 6 | 3 | 0 | 6    |      | 45   |      |      | -9,2        |
| 7     | Маріца Цирульник       | Дніпро           | 33  | 2030    |  | 5 | 2 | 2 | 6    |      | 44,5 |      |      | +18         |
| 8     | Тетяна Скарбарчук      | Львів            | 17  | 2033    |  | 5 | 3 | 1 | 5½   | 1    |      |      |      | +18,4       |
| 9     | Божена Піддубна        | Київ             | 15  | 2154    |  | 5 | 3 | 1 | 5½   | 0    |      |      |      | -2          |
| 10    | Дар'я Бондар           | Хмельницький     | 17  | 1938    |  | 5 | 4 | 0 | 5    |      | 41,5 |      |      | -8,4        |
| 11    | Владислава Корольчук   | Хмельницький     | 14  | 1826    |  | 5 | 4 | 0 | 5    |      | 41   |      |      | +57,6       |
| 12    | Софія Величко          | Львів            | 13  | 1822    |  | 4 | 3 | 2 | 5    |      | 39   | 42,5 |      | +35,6       |
| 13    | Аліна Балух            | Львів            | 12  | 1598    |  | 5 | 4 | 0 | 5    |      | 39   | 41   |      | +63,2       |
| 14    | Юліана Мінаєва         | Дніпро           | 18  | 1889    |  | 4 | 4 | 1 | 4½   |      | 39,5 |      |      | -12,4       |
| 15    | Анастасія Заремба      | Львів            | 11  | 1408    |  | 4 | 4 | 1 | 4½   |      | 35,5 | 39   |      | +82,4       |
| 16    | Соломія Світенко       | Львів            | 11  | 1735    |  | 3 | 3 | 3 | 4½   |      | 35,5 | 37,5 |      | -35,2       |
| 17    | Олеся Зворська         | Львів            | 11  | 1499    |  | 4 | 4 | 1 | 4½   |      | 35   |      |      | +38,4       |
| 18    | Поліна Тугай           | Харків           | 14  | 1717    |  | 4 | 4 | 1 | 4½   |      | 32   |      |      | -60,8       |
| 19    | Вікторія Здор          | Чернігів         | 15  | 1961    |  | 4 | 5 | 0 | 4    |      | 41,5 |      |      | -82,4       |
| 20    | Ксенія Баглай          | Київ             | 60  | 1784    |  | 4 | 5 | 0 | 4    |      | 40,5 |      |      | +1,4        |
| 21    | Андріана Буслик        | Львів            | 18  | 1618    |  | 3 | 4 | 2 | 4    |      | 35,5 |      |      | +8,8        |
| 22    | Яна Марусин            | Львів            | 11  | 1645    |  | 3 | 4 | 2 | 4    |      | 34,5 |      |      | -11,2       |
| 23    | Олександра Переворська | Львів            | 14  | 1614    |  | 1 | 2 | 6 | 4    |      | 32,5 |      |      | -1,6        |
| 24    | Богдана Буслик         | Львів            | 16  | 1641    |  | 3 | 5 | 1 | 3½   |      | 39,5 |      |      | -10,4       |
| 25    | Марія Кінаш            | Львів            | 10  | 1524    |  | 1 | 3 | 5 | 3½   |      | 34   |      |      | +9,2        |
| 26    | Вікторія Бохняк        | Львів            | 15  | 0       |  | 3 | 5 | 1 | 3½   |      | 32,5 | 34,5 | 30,5 | —           |
| 27    | Анна Городна           | Львів            | 10  | 1629    |  | 3 | 5 | 1 | 3½   |      | 32,5 | 34,5 | 30   | -28         |
| 28    | Софія Рогоза           | Львів            | 11  | 1532    |  | 2 | 4 | 3 | 3½   |      | 30   |      |      | -19,2       |
| 29    | Мирослава Грабінська   | Львів            | 40  | 2177    |  | 3 | 4 | 0 | 3    |      |      |      |      | -46,6       |
| 30    | Лілія Ситник           | Черкаси          | 17  | 1683    |  | 1 | 5 | 3 | 2½   |      |      |      |      | -73,2       |
| 31    | Людмила Палівода       | Харків           | 62  | 1449    |  | 2 | 7 | 0 | 2    | 1    |      |      |      | -59,2       |
| 32    | Марія Шипко            | Київ             | 14  | 0       |  | 1 | 6 | 2 | 2    | 0    |      |      |      | —           |
| 33    | Ярина Сенчишин         | Львів            | 55  | 2125    |  | 1 | 3 | 1 | 1½   |      |      |      |      | -58,8       |

## Чемпіонат України з рапіду

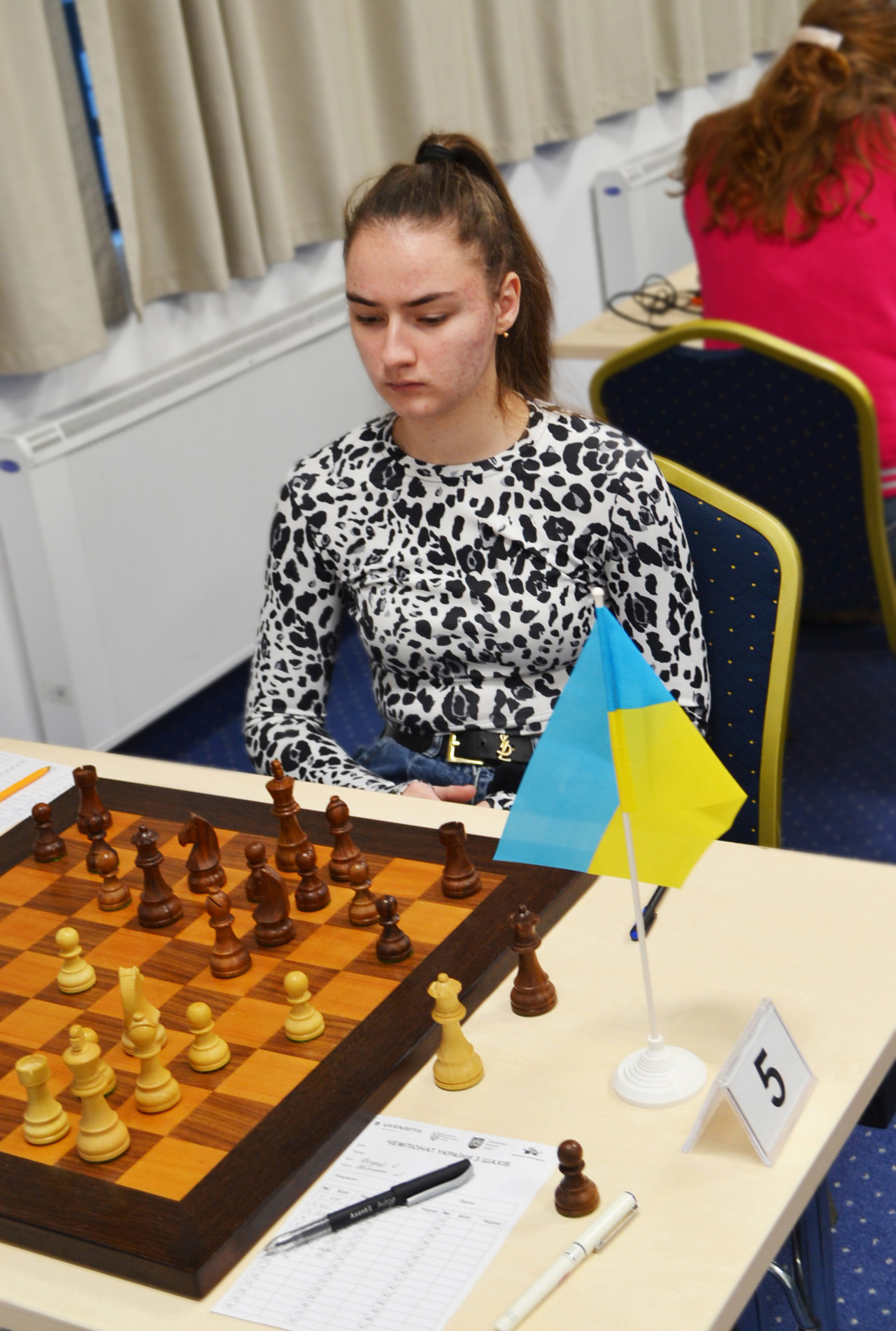
Людмила Іваницька — чемпіонка України з рапіду та бліцу

Підсумкове становище лідерів.
| Місце | Учасник              | Область          | Вік | Рейтинг |  | + | − | = | Очки | Дод1 | Дод2 | Дод3 | Рейтинг +/- |
| ----- | -------------------- | ---------------- | --- | ------- |  | - | - | - | ---- | ---- | ---- | ---- | ----------- |
| 1     | Людмила Іваницька    | Івано-Франківськ | 17  | 2113    |  | 8 | 0 | 1 | 8½   |      |      |      | +122        |
| 2     | Тетяна Скарбарчук    | Львів            | 17  | 2114    |  | 6 | 1 | 2 | 7    |      |      |      | +48,8       |
| 3     | Інна Гапоненко       | Херсон           | 48  | 2291    |  | 5 | 1 | 3 | 6½   | 0,5  | 51,5 |      | -7,4        |
| 4     | Євгенія Торопцева    | Київ             | 14  | 1973    |  | 6 | 2 | 1 | 6½   | 0,5  | 42   |      | +52,4       |
| 5     | Божена Піддубна      | Київ             | 15  | 2074    |  | 5 | 2 | 2 | 6    |      | 50,5 |      | +39,2       |
| 6     | Анастасія Гнатишин   | Львів            | 14  | 1981    |  | 6 | 3 | 0 | 6    |      | 47   |      | +42,4       |
| 7     | Марія Зубова         | Київ             | 42  | 2039    |  | 6 | 3 | 0 | 6    |      | 44,5 |      | +12,8       |
| 8     | Вікторія Здор        | Чернігів         | 15  | 1960    |  | 6 | 3 | 0 | 6    |      | 42,5 |      | +42         |
| 9     | Мирослава Грабінська | Львів            | 40  | 2082    |  | 6 | 3 | 0 | 6    |      | 40,5 |      | -0,4        |
| 10    | Дар'я Бондар         | Хмельницький     | 17  | 1914    |  | 6 | 3 | 0 | 6    |      | 34,5 |      | -4,8        |

## Чемпіонат України з бліцу
Підсумкове становище лідерів.
| Місце | Учасник                | Область          | Вік | Рейтинг |  | + | − | = | Очки | Дод1 | Дод2 | Дод3 | Рейтинг +/- |
| ----- | ---------------------- | ---------------- | --- | ------- |  | - | - | - | ---- | ---- | ---- | ---- | ----------- |
| 1     | Людмила Іваницька      | Івано-Франківськ | 17  | 2202    |  | 9 | 2 | 0 | 9    | 1    |      |      | +0,8        |
| 2     | Анастасія Гнатишин     | Львів            | 14  | 2136    |  | 9 | 2 | 0 | 9    | 0    |      |      | +55,6       |
| 3     | Інна Гапоненко         | Херсон           | 48  | 2219    |  | 7 | 2 | 2 | 8    |      |      |      | -7,8        |
| 4     | Божена Піддубна        | Київ             | 15  | 2043    |  | 7 | 3 | 1 | 7½   |      | 71,5 | 75,5 | +55,6       |
| 5     | Тетяна Скарбарчук      | Львів            | 17  | 2091    |  | 7 | 3 | 1 | 7½   |      | 71,5 | 75   | +44,8       |
| 6     | Мирослава Грабінська   | Львів            | 40  | 2031    |  | 7 | 3 | 1 | 7½   |      | 69   |      | +23         |
| 7     | Яна Марусин            | Львів            | 11  | 1683    |  | 7 | 3 | 1 | 7½   |      | 67   |      | +228,4      |
| 8     | Вікторія Здор          | Чернігів         | 15  | 1931    |  | 7 | 4 | 0 | 7    |      | 68,5 |      | +54         |
| 9     | Анастасія Рахмангулова | Київ             | 29  | 2155    |  | 7 | 4 | 0 | 7    |      | 66   |      | -28,2       |
| 7     | Марія Зубова           | Київ             | 42  | 2011    |  | 7 | 4 | 0 | 7    |      | 62   |      | -12,4       |